# В обсерватории Аву
«В обсерватории Аву» (англ. In the Avu Observatory) — рассказ Герберта Уэллса,  впервые опубликованный в 1894 году в Pall Mall Budget.

## Сюжет
Ученый, наблюдающий ночью за звездами в телескоп, в обсерватории расположенной на острове Борнео, подвергается нападению странного неизвестного существа, возможно того, о котором известно в местных легендах. Ему удается отбить атаку и выжить. В конце повествования он, делая вывод из всего произошедшего, произносит (слегка перефразировано, обращаясь при этом к коллеге) цитату из произведения Уильяма Шекспира Гамлет "Есть многое на свете, друг Горацио, что и не снилось нашим мудрецам."

## Переводы на русский язык
На данный момент известны как минимум четыре перевода рассказа на русский язык.
- А. Гретман (На обсерваторiи)
- О. Богданова (В Авской обсерватории)
- Э. Бер (В обсерватории Аву)
- Э. Березина (В обсерватории Аву)